# Hanna Chrzanowska
Hanna Chrzanowska (Varsavia, 7 ottobre 1902 – Cracovia, 29 aprile 1973) è stata un'infermiera polacca ed oblata benedettina.
È venerata come beata dalla Chiesa cattolica.

## Biografia
Nata a Varsavia nel 1902, Hanna visse in una famiglia in parte cattolica e in parte protestante, molto conosciuta nel territorio locale per le numerose opere di carità, frutto delle lunghe tradizioni familiari di entrambi i genitori.
Fin dalla sua infanzia soffriva per le sue difficoltà respiratorie e del sistema immunitario e trascorse molto tempo in ospedali e case di cura per riprendersi da tali disturbi. Un giorno, mentre era in ospedale, si accorse di un bambino che le stava accanto e che aveva soltanto dei vestiti, che erano quasi ridotti a stracci. La piccola Hanna, allora, mossa da compassione, si mise d'accordo con lui e decise di offrirgli un corredo di abiti nuovi.
Nel 1910 si trasferì con la sua famiglia a Cracovia e lì frequentò una scuola superiore gestita dalle Suore Orsoline e si diplomò con ottimi risultati.
Durante la rivoluzione russa si prese cura dei soldati feriti e da questa esperienza comprese quale doveva essere la sua missione.
Iniziò, così, gli studi per poter diventare infermiera, in una scuola di Varsavia.
Prima di essere ammessa, si era offerta come volontaria in una clinica, per la durata di sei mesi, ma le furono assegnati compiti di contabilità, che le impedivano di poter stare con la gente, alle quali avrebbe voluto dedicarsi.
Nel 1925, ottenne una borsa di studio in una scuola per infermieri in Francia e in seguito lavorò con i membri della Croce Rossa statunitense.
Hanna viaggiò anche in Belgio per svolgere la sua professione e per poter acquisire maggiore esperienza e una più ampia conoscenza nel campo.
Durante il suo periodo di infermiera, divenne una delle principali esperte nel suo settore e divenne un volto familiare nella sua zona, a motivo della sua temperanza e delle sue opere di carità e alla sua dedizione al servizio della gente.
Divenuta istruttrice presso la Scuola universitaria di infermieri e igienisti a Cracovia dal 1926 al 1929,  collaborò alla redazione della rivista mensile "Pielęgniarka Polska" per circa dieci anni. 
Nel 1937, contribuì alla fondazione dell'Associazione delle infermiere cattoliche polacche.
Attratta dalla figura di San Benedetto da Norcia, divenne un'oblata benedettina con il desiderio di imitarne l'esempio e di seguire il messaggio del Vangelo nello sforzo di avvicinarsi a Dio; lei cercava di unire la sua fede con il suo lavoro in modo misericordioso e caritatevole.

## Culto
Il processo di beatificazione ebbe inizio, a livello diocesano, nell'Arcidiocesi di Cracovia il 3 novembre 1997 e si concluse nel 2003.
Nel 2011 venne consegnata la “Positio super virtutibus” alla Congregazione per le Cause dei Santi.
Il 30 settembre 2015, papa Francesco ne ha riconosciuto le virtù eroiche e da quel momento Hanna Chrzanowska è diventata venerabile.
Il 7 luglio 2017, lo stesso pontefice ha approvato il decreto su un miracolo attribuito alla sua intercessione, autorizzando quindi la sua beatificazione, avvenuta a Cracovia, nel Santuario della Divina Misericordia, il 28 aprile 2018.
La celebrazione è stata presieduta dal cardinale Angelo Amato, Prefetto della Congregazione per le Cause dei Santi, in rappresentanza del Papa.